# Bolitochara obliqua
Bolitochara obliqua är en skalbaggsart som beskrevs av Wilhelm Ferdinand Erichson 1837. Bolitochara obliqua ingår i släktet Bolitochara, och familjen kortvingar. Enligt den finländska rödlistan är arten sårbar i Finland. Arten är reproducerande i Sverige. Artens livsmiljö är lundskogar.